# ラッカス
ラッカス（Ruckus）のリングネームで知られるクロード・マーロウ（Claude Marrow）は、アメリカ合衆国のプロレスラー。メリーランド州ボルチモア出身。 
『黒い岡村隆史』ことサビアンとともにブラックアウト（BLKOUT）というチームを組んでCZWを主戦場としつつ、CHIKARAを始めとする様々なプロレス団体を舞台に活動している。

## 来歴
少年時代からプロレスの大ファンで、高校に在学時からレスリングを始め、高校ではレスリングの選手団に所属していた。高校を卒業してからは友人らとともにいわゆるバックヤードレスリングに身を投じ、やがて1999年―地元ボルチモアのブレインバスターズ・レスリング・スクールというプロレスラー養成所に入所したうえで、チャド・オルセンという人物からの訓練を受けた。
1999年4月18日、チャド・オルセンとの試合をもってプロレスラーとしてのデビューを飾り、ジョン・ザンディグに見い出されたことで、2000年の夏にコンバット・ゾーン・レスリングのマットにデビューした。 やがてCZWと大日本プロレスの抗争の時代が幕を開けると、『CZW軍』の一員として日本の地を踏み、大日本プロレスの興行に伴って神奈川県、東京都、北海道、茨城県、宮城県、山形県、静岡県などを行脚。この時期に対戦した相手には、トレント・アシッド、ジ・ウィンガー、伊東竜二、ジョン・ザンディグ、シャドウWX、大黒坊弁慶、アブドーラ小林、ヴァン・ハマー、保坂秀樹、『神風』、松崎駿馬、沼澤直樹、ニック・ゲージが含まれ、タッグを組んだ相手には、ワイフビーター、マッドマン・ポンド、葛西純、ジャスティス・ペイン、BADBOY非道、伊東竜二が含まれる。
2001年の12月に横浜を舞台にCZWのジュニアヘビー級王座と大日本プロレスの同王座を獲得。
それからというもの、その2年後に再びCZWのジュニアヘビー級王座を、更には、サビアンと組んだ『ブラックアウト』で同団体のタッグ王座を2004年、2007年、2008年と獲得したうえ、2005年〜2006年〜2007年と毎年にわたりヘビー級の王座を獲得した。
2006年には自身5度目の出場であったCZWベスト・オブ・ザ・ベストで遂に覇者の座に就くこととなった。

## 得意技
- ザ・ディール

フィニッシャー。ゴリー・スペシャルの体勢からリバースSTOへと移行する。
- ヘイトクライム

シットアウトパワーボム
- ギャングスタ・スプラッシュ

450°スプラッシュ
- ラッカススパイク

ジャンピング・パイルドライバー
- バンクロール

スウィンギング・ネックブリーカー

## タイトル歴
CZW
- CZW世界ヘビー級王座 : 3回
- CZW世界ジュニアヘビー級王座 : 2回
- CZW世界タッグ王座 : 4回

w / サビアン
- Best of the Best : 2006年度優勝
- CZW殿堂

大日本プロレス
- BJW認定ジュニアヘビー級王座（第1期）：1回（第10代）

他、アメリカのインディー団体を中心に多数のタイトルを獲得。